# 11 Komenda Odcinka Mieszkowice
11 Komenda Odcinka Mieszkowice – samodzielny pododdział Wojsk Ochrony Pogranicza pełniący służbę ochronną na granicy polsko-niemieckiej.
11 Komenda Odcinka sformowana została w 1945 w strukturze organizacyjnej 3 Oddziału Ochrony Pogranicza. We wrześniu 1946 odcinek wszedł w skład Szczecińskiego Oddziału WOP nr 3. W 1948, na bazie 11 Komendy Odcinka sformowano Samodzielny Batalion Ochrony Pogranicza nr 38.

## Struktura organizacyjna
- dowództwo, sztab i pododdziały przysztabowe[4]
  - strażnica nr 51 – Kostrzyn
  - strażnica nr 52 – Namyślin
  - strażnica nr 53 – Czelin
  - strażnica nr 54 – Stare Łysogórki
  - strażnica nr 55 – Stara Rudnica

## Komendanci odcinka
- kpt. Dominik Chudolej[5]
- mjr Adolf Rusakiewicz (był 10.1946)[c].